# 拉马拉阿
拉马拉阿，是西班牙安达卢西亚自治区格拉纳达省的一个市镇。总面积25平方公里，2001年普查人口總數為1657人，人口密度為每平方公里66人。